# Fårvang
Fårvang – miasto w Danii, w regionie Jutlandia Środkowa, w gminie Silkeborg.